# قشلاق انجیرلاوند سفلی
قشلاق انجیلاوند سفلی یک منطقهٔ مسکونی در ایران است که در دهستان طراز ناهید واقع شده‌است. قشلاق انجیلاوند سفلی ۷۷ نفر جمعیت دارد.